# 帕爾馬索里亞諾
帕爾馬索里亞諾是古巴的城鎮，属聖地牙哥省，距離首府圣地亚哥46公里，始建於1825年，面積846平方公里，海拔高度150米，2005年人口124,585。

## 外部連結
- City webpage （页面存档备份，存于）